# Global Screen
Global Screen ist eine Abteilung der Telepool GmbH. Global Screen ist einer der größten Weltvertriebe für Kinofilme und Serien in Europa und verfügt über einen Katalog mit mehr als 15.000 Titeln. 

## Hintergrund
Im Bereich Kino vertreibt Global Screen Kinder- und Familienfilme, Animationen, kommerzielle Arthousefilme sowie preisgekrönte Dokumentarfilme. 
Global Screens TV-Abteilung verkauft Serien, Fernsehfilme, Dokumentationen und Formate ins Ausland. Zu den Kunden zählen öffentliche wie private Fernsehsender, multinationale SVOD Anbieter, VoD Plattformen, lokale Vertriebe und Produzenten. Inhaltlich liegt der Schwerpunkt auf Unterhaltungsprogrammen für die ganze Familie sowie auf anspruchsvollen Dramen. 